# Bruno Pittermann
Bruno Pittermann (Beč, 3. rujna 1905. – Beč, 19. rujna 1983.), austrijski socijaldemokratski političar. Bio je čelnik Socijaldemokratske stranke Austrije od 1957. do 1967. te vicekancelar Austrije od 1957. do 1966. godine pod kancelarima Juliusom Raabom, Alfonsom Gorbachom i Josefom Klausom. Predsjednik Socijalističke Internacionale od 1964. do 1976. godine.

## Odlikovanja
- 1958. Veliki križ Red zasluga za SR Njemačku

## Vanjske poveznice
- (njem.) Archivaufnahmen mit Bruno Pittermann  Arhivirana inačica izvorne stranice od 4. ožujka 2016. (Wayback Machine) im Onlinearchiv der Österreichischen Mediathek (Reden, Parlamentsdebatten, Radiobeiträge)
- Literatur von und über Bruno Pittermann Katalog Deutsche Nationalbibliothek
- Bruno Pittermann na stranicama Parlamenta Republike Austrije
- Wiener Zeitung Vizekanzler Bruno Pittermann (Memento od 22. rujna 2008., Internet Archive)
- Bruno Pittermann Weblexikon der Wiener Sozialdemokratie